# وشتندورف (شموتر)
وشتندورف (به آلمانی: Westendorf) یک شهر در آلمان است که در آوگسبورگ واقع شده‌است.